# 奧古斯德·維多·路易·伐諾伊

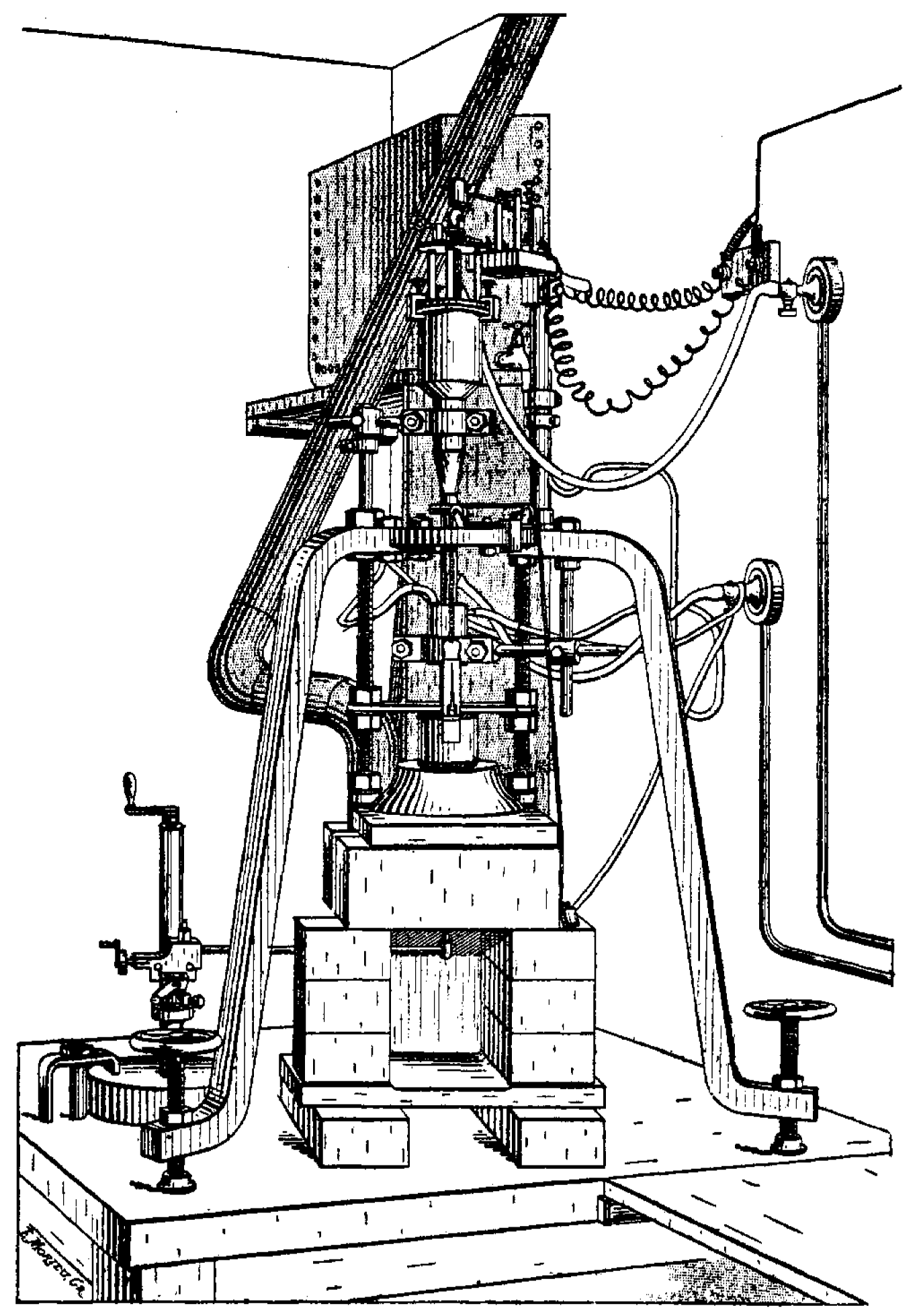
早期伐諾伊用來合成紅寶石的加熱爐草圖

奧古斯德·維多·路易·伐諾伊（Auguste Victor Louis Verneuil，1856年11月3日—1913年4月27日）是一名法國無機化學家，因發明能合成寶石的商業可行方法而聞名。 1902年他發明俗稱火焰合成法的伐諾伊焰熔法，此法至今仍用於合成物美價廉的人工寶石，如剛玉、紅寶石、藍寶石等。

## 生平
伐諾伊生於敦克爾克，祖父為製錶技師。其父本來也承襲錶匠之職，但後來因緣際會結識了攝影家路易·達蓋爾而轉行，喬遷至巴黎新橋附近開照相館。照相館生意興隆，伐諾伊被父親找來當處理銀版攝影法的幫手，從此啟發伐諾伊對化學的興趣。伐諾伊17歲時被化學家弗雷米收為實驗室助手，進行氟化物對氧化鋁反應的研究，伐諾伊也在研究過程中與同在弗雷米手下做事的亨利·莫瓦桑成為好友。 1875年伐諾伊取得學士學位，1880年取得碩士學位，1886年獲哲學博士學位。1892年他成為法國國立自然史博物館有機化學部門的應用化學教授，於此執教鞭13年。1880年伐諾伊和布儒瓦（L. Bourgeois）共同發表他的第一篇論文，論文內容闡述製備水合砷酸鐵Fe2As2O8·4H2O的方法。伐諾伊對化學的研究主題相當廣泛，無機化學方面研究了紅寶石合成、硒化學、閃鋅礦的磷光現象、高折射率玻璃，甚至還涉足稀土金屬的研究，有機化學方面則研究了甘油純化技術。他也在數所高中與大學教化學，中晚年時以備課嚴謹著稱。1905年後有開產業化學的課程，許多業界的化學家會來聽課學習新知，一堂課學生人數約100人至150人不等，為了和各色學生交流，他午後九點才上課，並和許多學生維持亦師亦友的師生關係，常常課後到餐酒館和一群學生繼續討論科技話題，直至深夜。
伐諾伊在1886年開始嘗試以火焰合成紅寶石，並於六年內取得成果。1891年及1892年他陸續把他的兩份筆記儲封於巴黎科學院，1902年才發表他的開發成果。至今沒人知道伐諾伊儲封筆記的理由，兩份筆記中又以1892年儲封的第二份尤為精華，筆記裏頭記載著六年來所遭遇的製程瓶頸的解決技術。

## 外部連結
- A schematic description of the Verneuil Process （页面存档备份，存于）（英文）